# Jack McLaughlin
Jack McLaughlin (* 29. Januar 1959) ist ein nordirischer Snookerspieler, der nach dem Gewinn der nordirischen Snooker-Meisterschaft 1984 Profispieler wurde und dies bis 1996 blieb. Im Jahr 1988 feierte er mit dem Gewinn der Irish Professional Championship seinen größten Erfolg.

## Karriere
McLaughlin nahm 1981 erstmals an der nordirischen Snooker-Meisterschaft teil, wo er jedoch in der Runde der letzten 32 ausschied.  Im Jahr 1983 nahm er an der Nordmeisterschaft der English Amateur Championship teil, wo er unter anderem mit einem Sieg über Barry West das Finale erreichte und dort gegen Steve Longworth mit 8:7 verlor. Ein Jahr später siegte er bei der nordirischen Snooker-Meisterschaft, indem er im Finale mit einem 10:3 Harry Morgan besiegte. Im selben Jahr wurde er zur Saison 1984/85 Profispieler.

### Erste Profijahre
McLaughlin bestritt sein erstes Profispiel in der Qualifikation für die International Open, als er David Greaves mit 5:3 besiegte. Nachdem er bei den International Open eine Runde später am Kanadier Frank Jonik gescheitert war, verlor er beim Grand Prix sein zweites Spiel gegen Mark Wildman. Kurz darauf gelangen ihm beim UK Championship Siege über unter anderem Colin Roscoe und Graham Miles, ehe er sich in der Runde der letzten 32 dem ehemaligen Weltmeister Cliff Thorburn geschlagen geben musste. Kurz darauf zog er beim Classic in die Runde der letzten 64 ein, bevor er nach einer Auftaktniederlage die zweite Runde der irischen Profimeisterschaft erreichte, wo er sich nach einem Sieg über Dessie Sheehan Jackie Rea geschlagen geben musste. Da er zum Saisonende sein Spiel in der WM-Qualifikation nicht bestritt, belegte er zum Saisonende den 69. Weltranglistenplatz.
In der nächsten Saison erreichte McLaughlin nach einer Auftaktniederlagen bei vier aufeinanderfolgenden Turnieren die Runde der letzten 64, in der er stets verlor. Zum Saisonende hin verlor er sein Spiel in der WM-Qualifikation gegen seinen Landsmann Tommy Murphy, bevor ihm bei der irischen Profimeisterschaft ein Whitewash über Paul Watchorn gelang, anschließend jedoch gegen Alex Higgins verlor. Auf der Weltrangliste verlor er zwei Plätze, sodass er in der nächsten Saison auf dem 71. Weltranglistenplatz gelistet war.
Zum Start der nächsten Saison erreichte McLaughlin erst die Runde der letzten 64 der International Open und kurz darauf die Runde der letzten 32 beim Grand Prix, in der er sich Jimmy White geschlagen geben musste. Nachdem er beim UK Championship und beim Classic ebenfalls in die Runde der letzten 64 eingezogen war, verlor er bei der irischen Profimeisterschaft sein Auftaktspiel gegen Dessie Sheehan. Kurz darauf zog er mit Siegen über Matt Gibson und Alex Higgins in die Runde der letzten 32 der British Open ein und verlor dort gegen David Taylor, bevor er in der WM-Qualifikation mit 6:10 sein Auftaktmatch gegen Jimmy van Rensberg verlor. Auf der Weltrangliste gelang ihm der Sprung auf den 50. Platz.

### Kurzweiliger Absturz und anschließender Aufstieg
Die Saison 1987/88 begann für McLaughlin mit nur zwei Siegen in vier Turnieren sehr verhalten, als er bei der irischen Profimeisterschaft die Iren Pascal Burke, Paul Watchorn und Joe O’Boye besiegte, sodass er in sein erstes Profifinale einzog. Dort traf er auf Dennis Taylor, der die letzten drei Ausgaben und insgesamt sechs Mal gewonnen hatte. McLaughlin jedoch beendete diese Siegesserie überraschend und besiegte Taylor mit 9:4. Kurz darauf verlor er bei den letzten beiden Turnieren der Saison seine Auftaktspiele, sodass er durch die schlechten Ergebnisse bei Ranglistenturnieren auf den 64. Weltranglistenplatz abstürzte.
Nach zwei Zweitrundenniederlagen zum Start der darauffolgenden Saison erreichte McLaughlin mit Siegen über Vic Harris, Peter Francisco und John Spencer das Achtelfinale vom Grand Prix, in dem er gegen Jimmy White verlor. Nach zwei Auftaktniederlagen erreichte er sowohl beim UK Championship als auch beim Classic sowie bei den European Open die Runde der letzten 64. Anschließend zog er mit Siegen über Jackie Rea und Paddy Browne erneut ins Finale der irischen Profimeisterschaft ein, in dem er jedoch mit 7:9 Alex Higgins unterlag. Nachdem er sein Erstrundenspiel bei den British Open verloren hatte, wurde er erstmals zum Irish Masters eingeladen, bei dem er jedoch sofort gegen Terry Griffiths verlor. In der WM-Qualifikation gelang ihm ein 10:9-Sieg über François Ellis, ehe er am Kanadier Alain Robidoux scheiterte. Auf der Weltrangliste gelang ihm eine Verbesserung von sechs Plätzen auf den 58. Rang.
Zu Beginn der nächsten Saison erreichte McLaughlin bei vier von fünf Turnieren die Runde der letzten 64, bei einem Turnier verlor er sein Auftaktmatch.  Im Herbst 1989 gelang ihm der Einzug ins Viertelfinale des Dubai Classics, wo er nach Siegen über unter anderem Steve Longworth und John Virgo gegen Danny Fowler ausschied. Kurz darauf erreichte er das Viertelfinale des zweiten WPBSA Non-Ranking-Events, bevor er beim UK Championship in der Runde der letzten 64 John Parrott unterlag. Im neuen Jahr gelang ihm beim Classic ein Einzug in die Runde der letzten 32, bevor er die Saison mit zwei Auftaktniederlagen und einer Zweitrundenniederlage beendete. Auf der Weltrangliste erreichte er nach drei Jahren wieder die Top 50 und platzierte sich auf dem 49. Weltranglistenplatz.

### Jahre in den Top 60 der Weltrangliste
Nachdem McLaughlin zu Beginn der Saison 1990/91 zwei Auftaktniederlagen einstecken musste, erreichte er bei den Asian Open mit Siegen über Dave Gilbert, Danny Fowler und Martin Clark das Achtelfinale, wo er gegen John Parrott verlor. Bis zum Jahreswechsel erreichte er zwei Mal die für ihn jeweils zweite Runde und verlor ein Auftaktspiel, ehe ihm im neuen Jahr ein Einzug in die Runde der letzten 64 des Classics gelang. Nach einer Auftaktniederlage beim Männereinzelwettbewerb des World Masters zog er bei den British Open in die Runde der letzten 64 ein, in der er gegen Jimmy White verlor. Bei den anschließenden European Open 1991 profitierte er nach einem Sieg über Anthony Harris von der kampflosen Aufgabe seines Landsmannes Alex Higgins, bevor er sich Peter Francisco geschlagen geben musste. McLaughlin beendete die Saison mit einer Auftaktniederlage in der WM-Qualifikation, trotz der er seinen 49. Weltranglistenplatz halten konnte.
Nach einem stark verhaltenen Start in die folgende Saison erreichte McLaughlin beim Classic mit Siegen über Jason Smith und Tony Jones die Runde der letzten 32, in der er Nigel Bond unterlag. Es folgte jedoch eine erneute Serie von Auftaktniederlagen, die mit einem Einzug in die Runde der Strachan Open beendet wurde. Anschließend erreichte er die Runde der letzten 32 der European Open, bevor er in der WM-Qualifikation nach zwei Siegen in der allerletzten Qualifikationsrunde erneut an Nigel Bond scheiterte. Zum Saisonende erreichte er das Viertelfinale der irischen Profimeisterschaft, wo er gegen Joe Swail ausschied. Auf der Weltrangliste verschlechterte er sich um fünf Plätze, sodass er in der darauffolgenden Saison den 54. Platz belegte.
Nach zwei Auftaktniederlagen zum Start der Saison 1992/93 erreichte er bei der Benson & Hedges Championship, bei der UK Championship und beim ersten Event der Strachan Challenge die Runde der letzten 64, ehe er bei der irischen Profimeisterschaft nach einem Sieg über Dermot McGlinchey im Viertelfinale gegen Martin O’Neill verlor. Nachdem er beim zweiten Event der Strachan Challenge sein Auftaktspiel verloren hatte, erreichte er sowohl beim dritten Event als auch bei den Welsh Open die Runde der letzten 64, ehe er zwei weitere Auftaktniederlagen einstecken musste. Anschließend erreichte er mit einem Sieg über Mehmet Husnu die Runde der letzten 64 der Asian Open, in der er sich dem Waliser Darren Morgan geschlagen geben musste. Zum Saisonende verlor er zwei weitere Auftaktspiele, sodass er in der kommenden Saison den 58. Weltranglistenplatz belegte.

### Letzte Profijahre
Nach einem miserablen ersten Halbjahr der Saison 1993/94 – in dem er lediglich bei der Benson & Hedges Championship ein Spiel gewonnen hatte – erreichte er bei den International Open die Runde der letzten 64, in der er gegen Jason Ferguson verlor. Doch bis zum Ende der Saison gewann er lediglich in den beiden Events der Strachan Challenge jeweils ein Spiel, sodass er auf den 77. Weltranglistenplatz abstürzte.
Die nächste Saison begann für McLaughlin mit einem Einzug in die Runde der letzten 64 des Dubai Classics, in der er sich Brian Rowswell geschlagen geben musste. Nach mehreren Auftaktniederlagen schied er in der dritten Vorqualifikationsrunde des ersten Events der WPBSA Minor Tour und kurz darauf in der Runde der letzten 96 gegen Ian McCulloch bzw. Drew Henry aus, bevor er bei den Welsh Open nach einem Sieg über Allison Fisher in der Runde der letzten 128 gegen Darren Limburg verlor. Nach drei weiteren Auftaktniederlagen besiegte er in der Qualifikation für die Snookerweltmeisterschaft den Engländer Brett Patmore, ehe er mit 4:10 an Mark Davis scheiterte. Diese Niederlage stellte für McLaughlin sein letztes Profimatch dar. Auch wenn er in der darauffolgenden Saison auf Weltranglistenplatz 108 gelistet war, bestritt er keine Spiele mehr und schied zum Ende der Saison 1995/96 aus der Profitour aus.

## Erfolge
| Ausgang         | Jahr | Turnier                              | Finalgegner     | Ergebnis |
| --------------- | ---- | ------------------------------------ | --------------- | -------- |
| Amateurturniere |      |                                      |                 |          |
| Zweiter         | 1983 | English Amateur Championship – North | Steve Longworth | 7:8      |
| Sieger          | 1983 | Nordirische Snooker-Meisterschaft    | Harry Morgan    | 10:3     |
| Profiturniere   |      |                                      |                 |          |
| Sieger          | 1988 | Irish Professional Championship      | Dennis Taylor   | 9:4      |
| Zweiter         | 1989 | Irish Professional Championship      | Alex Higgins    | 7:9      |